# Ngày nước Nga
Ngày nước Nga (ngày 12 tháng 6) (tiếng Nga: День России, tương đương với Ngày quốc khánh - День независимости) là một trong những ngày lễ lớn của Nga.
Ngày 12 tháng 6 năm 1990, lần đầu tiên Đại biểu của Quốc hội lâm thời nước Cộng hòa Xã hội chủ nghĩa Xô viết Liên bang Nga thông qua "Tuyên bố chủ quyền nhà nước CHXHCN Xô viết LB Nga", thành lập chính phủ lâm thời.
Ngày 12 tháng 6 là ngày lễ từ năm 1992 của Nga. Sau khi các sự kiện của mùa thu năm 1993, ngày lễ này đã được phê duyệt lại (năm 1994) theo Nghị định của Tổng thống Nga Boris Yeltsin xem đây như là "Ngày Tuyên bố về chủ quyền của Nhà nước Nga" (День принятия декларации о государственном суверенитете России).
Từ năm 2002, kỳ nghỉ ngày 12 tháng 6 được tổ chức như là "Ngày nước Nga".

## Thông tin ngoài lề

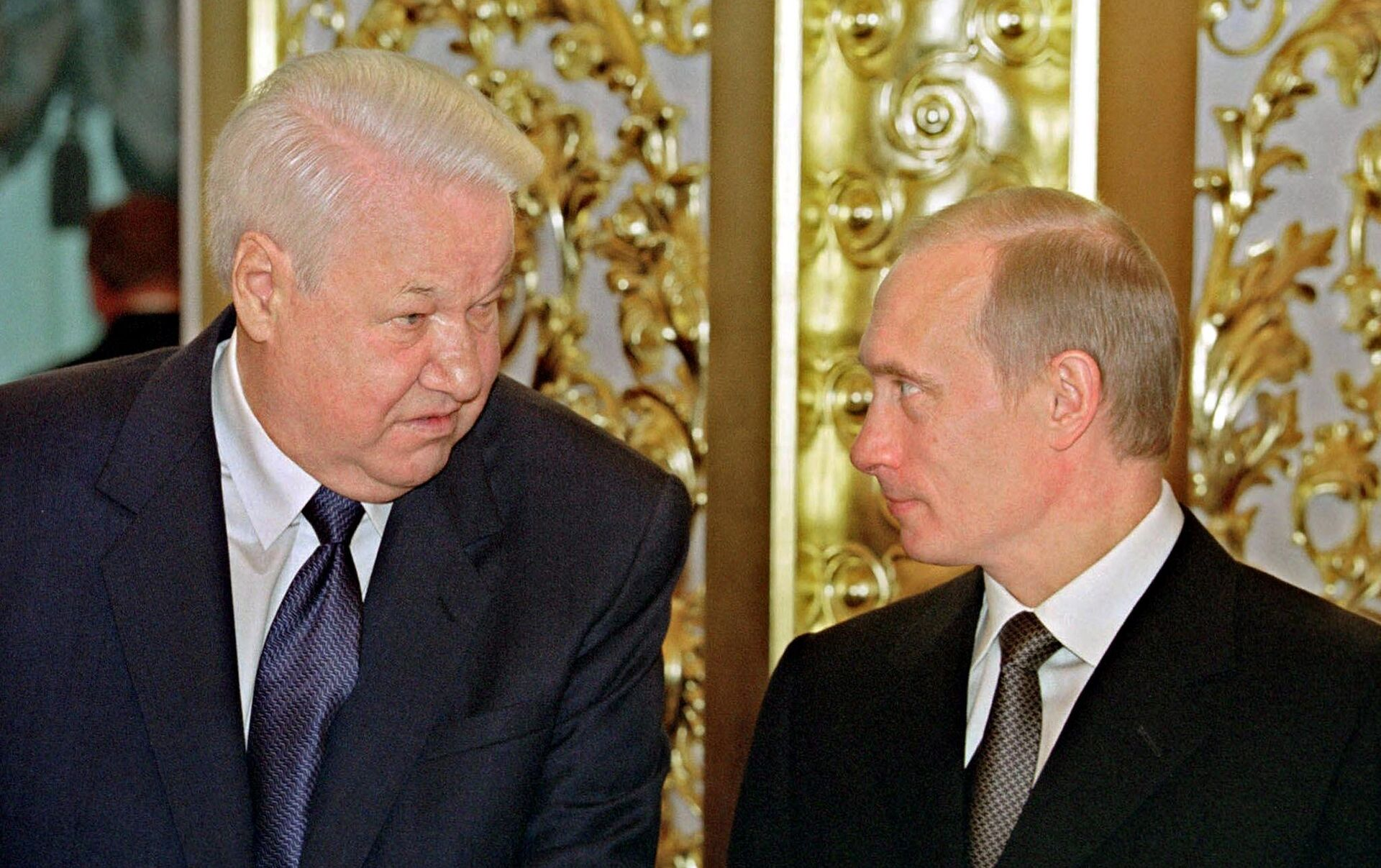
Ngày 12 Tháng Sáu 2002: gặp gỡ Yeltsin và Putin

- Theo một số thông tin (thường được tìm thấy trong các phương tiện truyền thông[cần dẫn nguồn]) thì cho đến năm 2002, ngày này được coi gọi là Ngày Độc lập của Nga. Mặc dù được lưu truyền khá rộng, nhưng trong tài liệu văn bản chính thức thì cụm từ Ngày Độc lập của Nga không được sử dụng, vì như trong văn bản của các tuyên bố vẫn nói rằng Nga vẫn còn ở Liên Xô
- Các tài liệu chính thức vẫn giữ thế cho đến năm 1998 khi nó được gọi là Ngày Tuyên bố về chủ quyền của Nhà nước Liên bang Nga
- Ngày này năm 1991 đã diễn ra bầu cử Tổng thống Chính phủ lâm thời Liên bang Nga, và người chiến thắng là Boris Yeltsin
- Ngoài ra ngày này còn là ngày kỷ niệm thành lập của các thành phố: Pavlovsky Posad, Saransk, Ufa, Komsomolsk-on-Amur và là ngày thành phố của Tambov, Yaroslavl, Izhevsk, Perm, Novosibirsk, Ulyanovsk, Kyshtym, Penza